# Jörg Sander (Musiker)

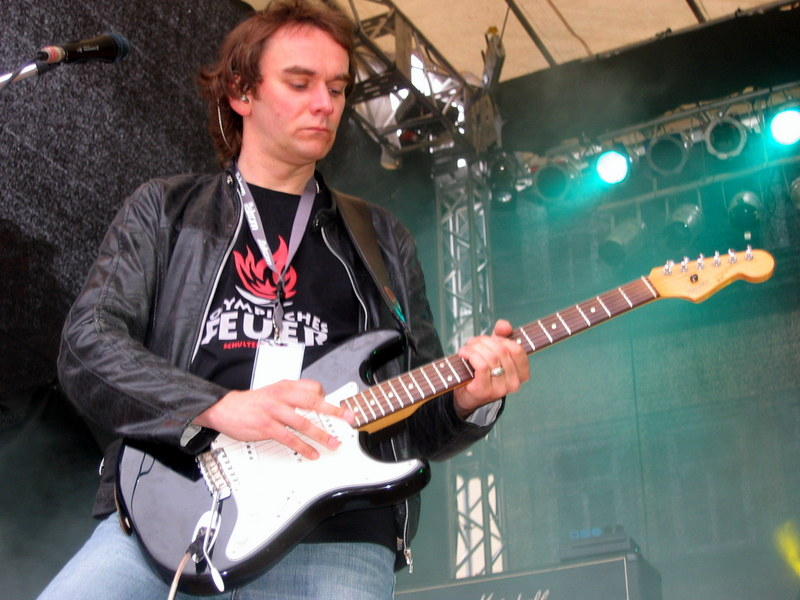
Jörg Sander, 2006

Jörg Sander (* 1967 in Siegburg) ist ein deutscher Gitarrist und Komponist.

## Leben
Aufgewachsen in Wilhelmshaven, begann Jörg Sander mit 14 Jahren Gitarre zu spielen. Sein Abitur legte er am Käthe-Kollwitz-Gymnasium ab.
1991 ging er nach Hamburg und nahm am Kontaktstudiengang Popularmusik an der Musikhochschule Hamburg teil. Dort gründete Sander die Band „Public Park“, später „Disco“ und Produzent Franz Plasa bot die Zusammenarbeit an.
Die Band trennte sich um die Jahrtausendwende nach 3 Platten und zahlreichen Tourneen.
Udo Lindenberg wurde 1994 auf den Gitarristen aufmerksam und verpflichtete ihn für Album-Aufnahmen und Tourneen. Außerdem fand Jörg Sander schnell Anschluss an die deutsche Studiomusikerszene und spielte zahlreiche CDs bekannter Gruppen und Künstler ein.
Sander co-komponierte für Udo Lindenberg u. a. dessen größten Hit „Ich mach‘ mein Ding“, außerdem für Peter Maffay, Heinz Rudolf Kunze, Keimzeit, Echt und vielen mehr.
Jörg Sander ist Mitglied und Gitarrist des Panikorchesters, der legendären "Udo Lindenberg-MTV-unplugged-Band" und seit Jan Delays Album „Hammer und Michel“ auch Mitglied dessen Band Disko No 1.

## Musik-Produktionen (Auswahl)
Jörg Sander und sein Gitarrenspiel sind zu hören bei:
- Jan Delay (Hammer und Michel Album 2014)
- Kim Wilde (Born to Be Wild 2002 und Album 2006)
- Tokio Hotel (die ersten beiden Alben), „live in Europa“ sowie „room 483“ album
- Udo Lindenberg (Ewig rauscht die Linde, Stark wie Zwei, Staerker als die Zeit sowie beide MTV-unplugged-Alben)
- Heinz Rudolf Kunze (Alben der sog. "Verstärkung" von 2003 bis 2013)[4]
- Kerstin Ott diverse
- Christina Stürmer (Ich lebe und div. CDs)
- Cultured Pearls (Sugar Honey)
- Melissa Etheridge (Single Enough of Me)
- Nena (feat. Nena, 20 Jahre Nena, Kinderlieder, Madous Sternenabenteuer)
- Yvonne Catterfeld (Für dich und Du hast mein Herz gebrochen)
- Cinema Bizarre (Album 07)
- Joachim Witt (Bayreuth 2, Bayreuth 3)
- Modern Talking (Alben seit 2001)
- Jan Plewka (solo und Album 2002)
- Echt (Alles wird sich ändern und Junimond)
- Fury in the Slaughterhouse (Home Inside)
- Jeanette Biedermann (Album 2001 und 2002, Sunny Day, Album 2006)
- Band ohne Namen (Slipping into You)
- Right Said Fred (Album 2001)
- Marlon (Album 2002)
- Kim und Oceana (48 Stunden)
- Die 3. Generation (Die Dritte)
- ATC (Planet Pop)
- Keimzeit (Smart und gelassen warten)
- Naomi Campbell (Single 2001)
- Hande Yener (Acele Etme und Kelepçe – Clip Version)